# Стерлинг-Рейндж
Национальный парк Стерлинг-Рейндж (англ. Stirling Range National Park) расположен в австралийском штате Западная Австралия . Площадь парка составляет 115 920 га (1,159.2 км²). Парк образован в 1957 году. 15 декабря 2006 был включен в список национального наследия Австралии.
В парке находятся особо охраняемые зоны (зоны дикой природы и специальные природоохранные зоны), охрана которых более строгая, чем рекреационной части.

## География
Парк был создан в 1957 году и тогда его площадь была 1157 км². К 2014 национальный парк имел площадь 1,159.2 км² . 15 декабря 2006 был включен в список национального наследия.
Парк заключает в себе горный хребет Стерлинг, который расположился параллельно побережью на протяжении приблизительно 60 км. Максимальная высота хребта 1096м (самый высокий пик Блафф-Нолл). Хребет содержит множество отдельных гор и холмов, состоящих в основном из песчаника и глинистого сланца. На поверхности скал сохранились ископаемые русловые гряды. В основном в парке тёплый средиземноморский климат, хотя высоко в горах бывают низкие температуры, обильные осадки или даже — редко — снегопад. На юго-восточной окраине парка есть несколько озер.

## Флора
Бедные полезными веществами почвы парка поддерживают пять основных типов растительности: скрэб , мали-пустоши на большой высоте, лес, болота, и солёные озёра на низких склонах и равнинах. В парке произрастают по крайней мере 1500 видов семенных растений, из которых 87 являются эндемичными для Австралии; Они включают, среди прочего, Conospermum floribundum, Isopogon baxteri, Isopogon latifolius и Banksia solandri. В парке растут 128 видов орхидей — 38 % от числа всех известных орхидей Западной Австралии. Особенно богато представлены два семейства: миртовые (в которое входят эвкалипты) и протейные (такие как банксия). Кроме того, широко представлены дарвинии — из 10 найденных в парке 9 произрастают только на хребте Стерлинг. Из рода эвкалиптов можно отметить следующие виды: eucalyptus wandoo, eucalyptus staeri, eucalyptus marginata. Также растёт нуитсия, более известная как западно-австралийское рождественское дерево.

## Фауна
Фауна парка не настолько богата, как флора. Наиболее интересными представителями фауны парка являются пауки инфраотряда мигаломорфных, улитки рода Bothriembryon (эндемики Австралии), скорпионы, ложноскорпионы, дождевые черви и изоподы.

## Териофауна
Ранние исследователи обнаружили в парке 39 видов млекопитающих, но к началу XXI века это число сократилось в два раза. Этому спаду способствовали, в дополнение к пожарам, вырубка леса и агрессивное воздействие диких кошек и лис. Против лис по парку вручную и с самолётов раскидывают отравленную приманку. Наиболее распространенными являются представители таких видов, как западный серый кенгуру и перчаточный валлаби. Реже встречаются малый бандикут, квокка, пепельная мышь, rattus fuscipes, лисий кузу, жирнохвостая сумчатая мышь, белохвостая сумчатая мышь, хоботноголовый кускус, желтоногая сумчатая мышь, австралийская ехидна, кенгуру Евгении, тонкохвостый кускус, а также летучие мыши Vespadelus Regulus (называемая в Австралии «King river little bat» и nyctophilus geoffroyi. Два вида считались вымершими, но были найдены и воспроизведены: намбат и крапчатая сумчатая мышь.

## Орнитофауна
Парк почти полностью совпадает границами с территорией Important Bird Area, названной «Sterling Range» (Хребет Стерлинг). Разница лишь в территории некоторых озёр в юго-восточной части парка, которые не включены в IBA; и некоторые пути миграции птиц лежат за пределами парка. Разница составляет 4261 га.
Два вида находятся на грани исчезновения: белохвостый траурный какаду и белоухий траурный какаду. Другим 13 видам опасность пока не угрожает. Эти 13 включают в себя три вида попугаев: желтощёкая розелла, красношапочный попугай и роскошный горный попугай. Остальные 10 видов принадлежат воробьинообразным: climacteris rufus, краснокрылый расписной малюр, синегрудый расписной малюр, lichenostomus cratitius западный шилоклювый медосос, лесная шипоклювка, psophodes nigrogularis, сероспинная зарянковая мухоловка, белогрудая зарянковая мухоловка, stagonopleura oculata.
Также парк является охотничьими угодьями для не находящихся под наблюдением орнитологов хищников: клинохвостых орлов (Aquila audax) и сапсанов.

## Охрана, экскурсии и туризм
Посещеение парка требуется регистрации. Существует плата за вход. Пребывание с ночёвкой, и любые пешие походы за пределами оборудованных троп также требуют регистрации. По проложенным тропам можно передвигаться без регистрации. Для нахождения в зоне дикой природы существуют дополнительные ограничения, в отличие от рекреационной территории. В специализированные зоны заповедника вход запрещён. Кроме того, существуют ограничения, связанные с защитой растений от заражения оомицетами рода Phytophthora.
На территории парка действуют правила охраны природы. Запрещается срывать, или другим способом уничтожать растения, разрушать поверхность скал. Нельзя приводить домашних животных. Так как в парке отсутствуют урны, то все отходы, в том числе и туалетная бумага, должны быть вынесены с территории парка. Запрещается разбивать биваки за пределами организованного кемпинга «Moingup Spring». Остановка караванов допускается, но отсутствие инфраструктуры этому не благоприятствует (к примеру, нет душа). Пикники можно устраивать только в нескольких специально подготовленных местах. Туалеты также оборудованы в нескольких местах. Запрещается разводить костры, можно пользоваться лишь газовыми горелками.
Администрация парка разработала шестиступенчатую шкалу сложности маршрутов. Далее класс маршрута указывается по этой условной шкале (от простого к сложному).
В парке действуют следующие пешеходные маршруты (с 2010 года):
- Блафф-Нолл — класс 4, 6 км (туда и обратно), 3-4 часов, ведущих на вершину с тем же именем — высшая точка на юге Западной Австралии (1095 м);
- Гора Трио — класс 4, 3,5 км (туда и обратно), 3 часа, (856 м);
- Гора Хассель — класс 4, 3 км (туда и обратно), 3 часа, (827 м);
- Тулбрунап Пик — класс 5, 4 км (туда и обратно), 3 часа, (1052 м);
- Гора Магог — класс 5, в 7 км (туда и обратно), 3-4 часов, (856 м);
- Талиуберлуп — 5 класс, 2,6 км (туда и обратно), два часа, ведущие на вершину с тем же именем (783 м).